# کزنلو
کزنلو نام يکی  تیره‌های طایفهٔ دره شوری از ایل قشقایی می‌باشد.

## نام شناسی
نام کزنلو از دو بخش اصلیِ (کزن) + (لو) تشکیل شده است؛ که کزن نام روستایی از توابع شهرستان سمیرم است که خاستگاهِ اصلی این تیره می باشد.
و پسوندِ لو نوعی پسوند شناخته شده در ایلات و اقوام ترک تبار، و مربوط به شاخهٔ اغور نیز می باشد؛ که اصالت و قدمت تاریخی این تیره را نشان می دهد.

## خاستگاه
در دامنه های  شمالیِ رشته کوه های  زاگرس مرکزی، در ناحیهٔ شمال غربی شهر سمیرم، جلگهٔ بزرگی با دشت های وسیع گسترده شده است که از دیرباز آن را منطقهٔ دره شور می نامند و اینک به نام بخش مهرگرد و فتح آباد معروف است.
این دشت وسیع از شمال به سرحدات شهرضا و دهقان؛ و از جنوب، از گردنهٔ حسین آباد در شمالِ شهر سمیرم تا گردنهٔ خواجه کُشته و از شرق به جادهٔ ارتباطیِ سمیرم به شهرضا و از غرب به سرحدات شهرستان بروجن و گندمان ختم می شود. 
این منطقه جز مناطق سردسیری و دارای چشمه سار های فراوان، جویبار ها و رود خانه ها است؛ که از قدیم ییلاق کل طایفهٔ دره شوری بوده است. 
به همین دلیل اهالی روستا های این منطقه از طایفهٔ دره شوری می باشند. 
در بخشی از این جلگهٔ وسیع در شمال غربی شهر سمیرم؛ و در فاصلهٔ حدود ۵۰ کیلومتریِ آن رود خانه ای به نام کزن و روستایی با نام کزن در آن منطقه واقع شده است؛ که نام تیرهٔ تیرهٔ کزنلو بر اساس همین روستای کزن  گرفته شده است.